# Palais Nathaniel Rothschild

Palais des Freiherrn Nathaniel Rothschild an der Theresianumgasse im 4. Bezirk in Wien, Gartenseite

Das Palais Nathaniel Rothschild war ein von 1872 bis 1884 nach den Plänen des französischen Architekten  Jean Girette für Nathaniel Meyer Freiherr von Rothschild (1836–1905) erbautes Stadtpalais in Wien, das auch die Kunstsammlung Rothschilds beherbergte. Bei den Bombardierungen Wiens im Zweiten Weltkrieg wurde es schwer beschädigt und nach Kriegsende abgerissen. Es befand sich in der Theresianumgasse 16–18 im 4. Wiener Gemeindebezirk Wieden.

## Geschichte

Palais des Freiherrn Nathaniel Rothschild an der Theresianumgasse im 4. Bezirk in Wien

Verschiedene französische Architekten hatten sich an der Planung der Bauten an der Ringstraße in Wien beteiligt. 1869 wurden einige von ihnen in die Wiener Akademie der Künste aufgenommen, und auch an der Weltausstellung von 1873 waren französische Architekten präsent, unter ihnen Jean Girette, ein Schüler und Mitarbeiter Charles Garniers, des Architekten der Pariser Oper. Girette plante das Palais für Rothschild und beaufsichtigte die Ausführung offenbar bis 1880. Spätere Pläne stammen teilweise vom ebenfalls französischen Architekten Armand-Louis Bauqué, der mit dem Mailänder Albert Emilio Pio ein Architekturbüro in Wien führte.
Im Zweiten Weltkrieg wurde das Palais als Gestapo-Gefängnis genutzt und bei den Bombardierungen Wiens stark beschädigt. Nach 1945 wurde es der Familie Rothschild zurückerstattet. Diese ließ die Reste des Palais abtragen und verkaufte das Grundstück der Arbeiterkammer Wien, die 1951–1952 nach Plänen von Roland Rainer das Franz-Domes-Heim errichtete. Nach dessen Abriss 1983 wurde schließlich das Adolf-Czettel-Bildungszentrum der Arbeiterkammer (1985–1989) mit Theater Akzent und dem 1990 eröffneten Anton-Benya-Park erstellt.

## Beschreibung
Das Palais war ein in drei Teile gegliederter im Stil der französischen Renaissance erstellter Prachtbau aus Sandstein, dessen vom Schloss Versailles inspirierte Hauptfassade zum Garten gerichtet war. Rothschild bewohnte nur ein kleines Appartement, der Rest des Palastes wurde, mit kostbaren Möbeln eingerichtet, als Salons und Empfangsräume genutzt, in denen die Kunstsammlung untergebracht war.